# カルマル・ニッケル
カルマル・ニッケル（スウェーデン語: Kalmar Nyckel）は、ネーデルラントで建造されたスウェーデンの船である。1638年にスウェーデンからの入植者を北アメリカへ運び、ニュースウェーデンの植民地を築いたことで知られる。
この船の名は、スウェーデンの都市「カルマル」の「鍵（スウェーデン語: Nyckel）」を意味する。また、列強であったスウェーデン帝国時代の権力の象徴であったカルマル城にも因む。1997年に、この船のレプリカがアメリカ合衆国のデラウェア州ウィルミントンで進水した。

## 歴史
カルマル・ニッケルは1625年頃に建造された、ピンネース級の船である。元々はオランダ語で「鍵」を意味する「Sleutel」と名づけられていた船を1629年にカルマル市が購入し、他の船と区別するため市の名前を冠して、勅許会社であるSkeppskompanietに寄付。その後、スウェーデン海軍がこれを買い取った。スウェーデンがペートル・ミニュイを指揮官として新大陸に交易のための植民地を設立することを決めた際、その航海を担う船に選ばれたのである。小型船Fågel Gripも航海に同行した。
1637年12月、ヨーテボリを出航したが、北海で激しい嵐に見舞われ、修理のためネーデルラントに寄港することとなった。1638年元日に再び出航し、3月に北アメリカに到達した。一行は現在のデラウェア州ウィルミントンに砦を築き、クリスティーナ砦と名づけた。
1640年2月7日に第2陣が出航し、4月17日にクリスティーナ砦に到着。ニュースウェーデンの入植者はさらに増えた。そのひとりが、ルーテル教会の聖職者として派遣されたReorus Torkillusである。カルマル・ニッケルはスウェーデンと北アメリカの往復を4度成功させ、これは他のどの移民船も成し得なかった記録である。
移民船としての航海の合間には、海軍の輸送船や連絡船として使われたこともあった。1651年にネーデルラントの商人に売却され、第一次英蘭戦争が勃発すると、ディードリク・ヴェイヒ提督のもとで漁船の護衛にあたった。1652年7月12日、イングランド海軍との戦闘でスコットランド沖で沈没した。

## レプリカ
1986年、デラウェア州ウィルミントンの市民団体が、州の税金と企業や個人からの寄付を主たる財源として、カルマル・ニッケルのレプリカの復元を目的とした財団を設立。この新しい船は、船舶工学者のトーマス・C・ギルマーとアイヴァー・フランツェンが設計し、クリスティーナ砦に程近いウィルミントンの造船所で建造された。1997年9月28日に進水し、1998年5月9日から稼働を始めた。甲板長29メートル、全長40メートル、幅7.6メートル、喫水3.78メートル、排水量はおよそ300トンである。
船は船長、水夫長、海技士長らのリーダーシップのもと、ボランティアスタッフによって運航されている。2006年11月、9シーズンに渡ってカルマル・ニッケルの指揮を執った船長が、悪性黒色腫の再発により死去。2007年4月1日に、新たな船長が就任した。ボランティアスタッフは船のメンテナンス、教育プログラムの運営、港から港への航行などを行っている。
2016年からは、デラウェア州の公式なトールシップとして運用されている。「デラウェア州の海の大使として、州内でも多くの寄港地でも、乗客や見物客への知名度向上に寄与する」という使命のため、州のシンボルとして採用された。

### 船乗り猫
「ツールボックス」という名の猫は古参の船乗り猫で、船長補佐の肩書きを持った正式な准士官であった。1997年、レプリカの建造中に野猫の子として工具箱の中で生まれた個体で、ずっと船の中で生活していたため、最も航海時間の長い乗組員であった。書籍が2冊出版されたほどの著名な存在である。
しかし視力が衰えたことにより、ツールボックスは2012年11月に退任し、船を降りた。その功績を称える引退パーティーが開かれ、現役の船員だけでなく、かつて船員であった者も多くが16年間の船上生活を祝いに訪れた。
ツールボックスの他にも、多くの猫が船乗り猫として様々な時期にカルマル・ニッケルに乗り込んでいる。現在は、チェスターという名の灰色のアメリカンショートヘアがいる。

## 交響曲
1986年、作曲家のベンジャミン・リースはウィルミントンの設立を称える交響曲を書くよう依頼された。リースはこの作品を「交響曲第5番 カルマル・ニッケル」と名づけた。この楽曲はドイツのラインラント＝プファルツ州立フィルハーモニー管弦楽団の演奏で録音され、2003年のグラミー賞にノミネートされた。

## ギャラリー

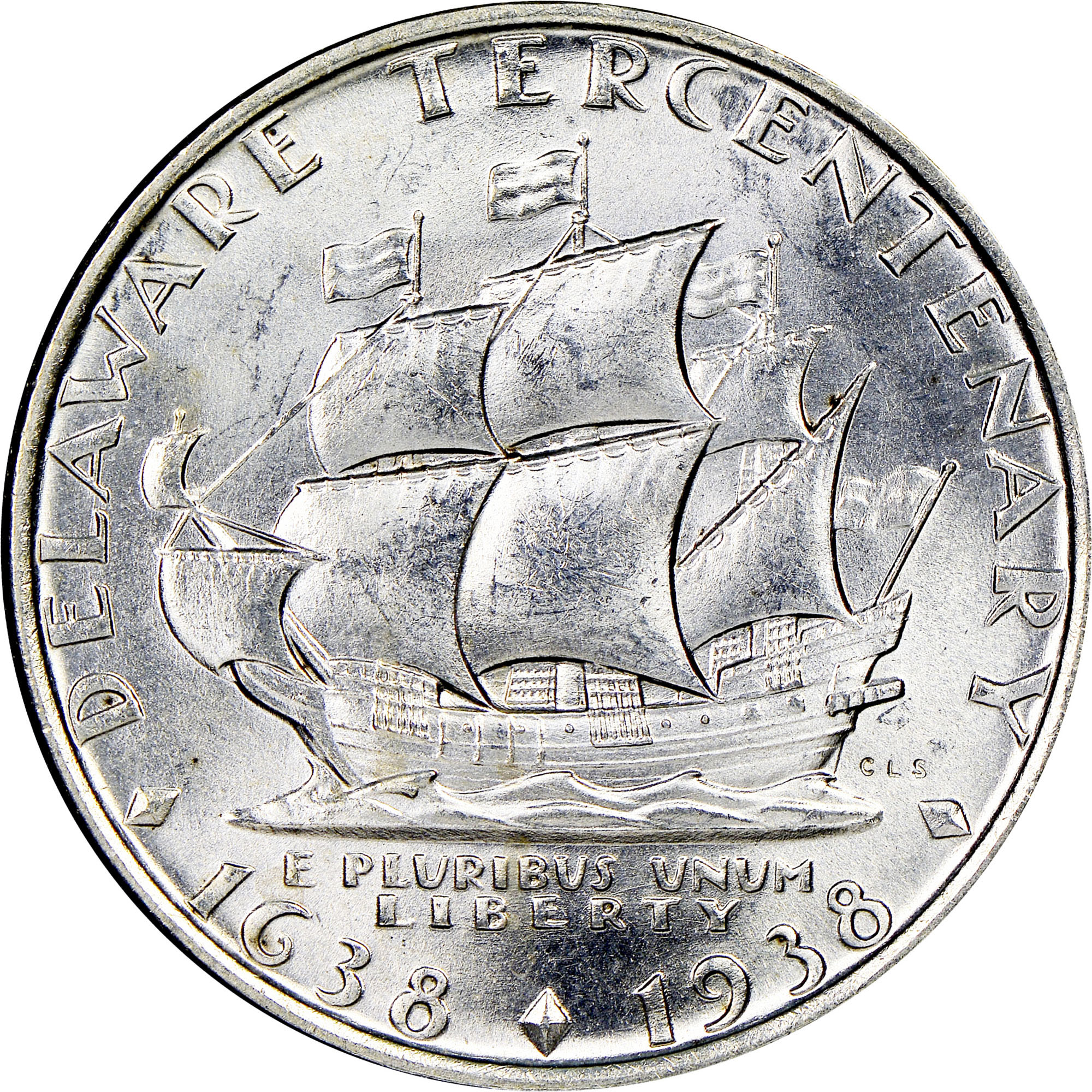
カルマル・ニッケルが描かれたデラウェア州300周年の記念硬貨（1936年）
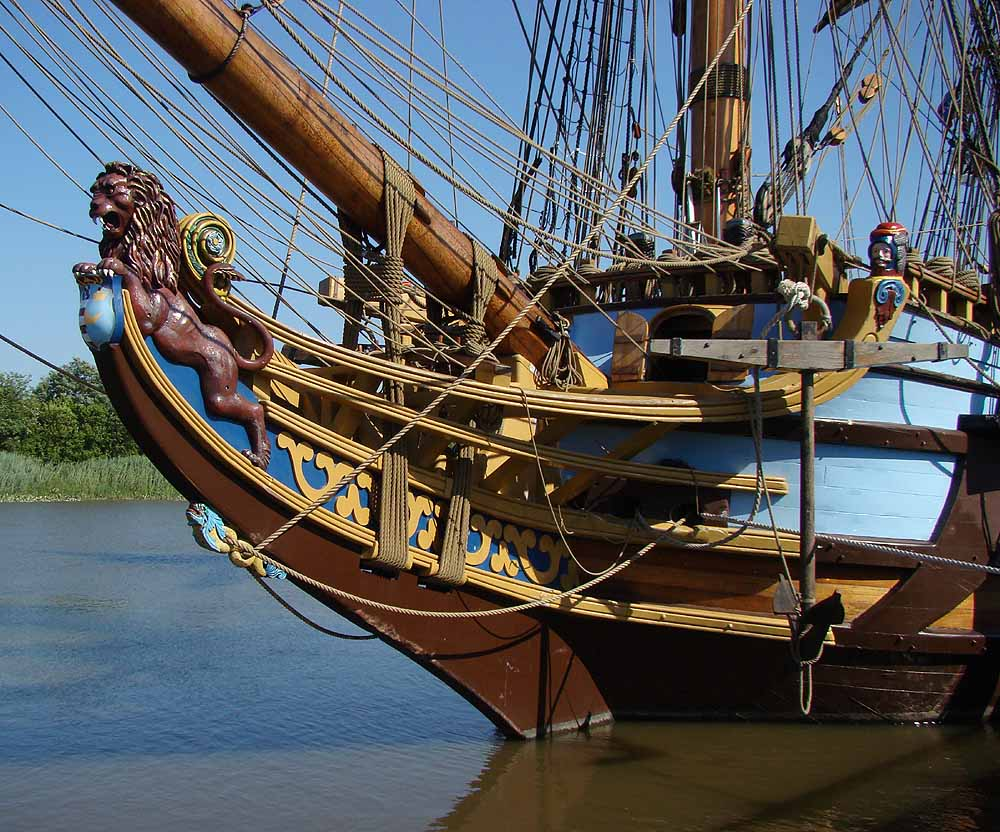
レプリカの船首部分。オリジナルにもあった2本の尾を持つ獅子の船首像
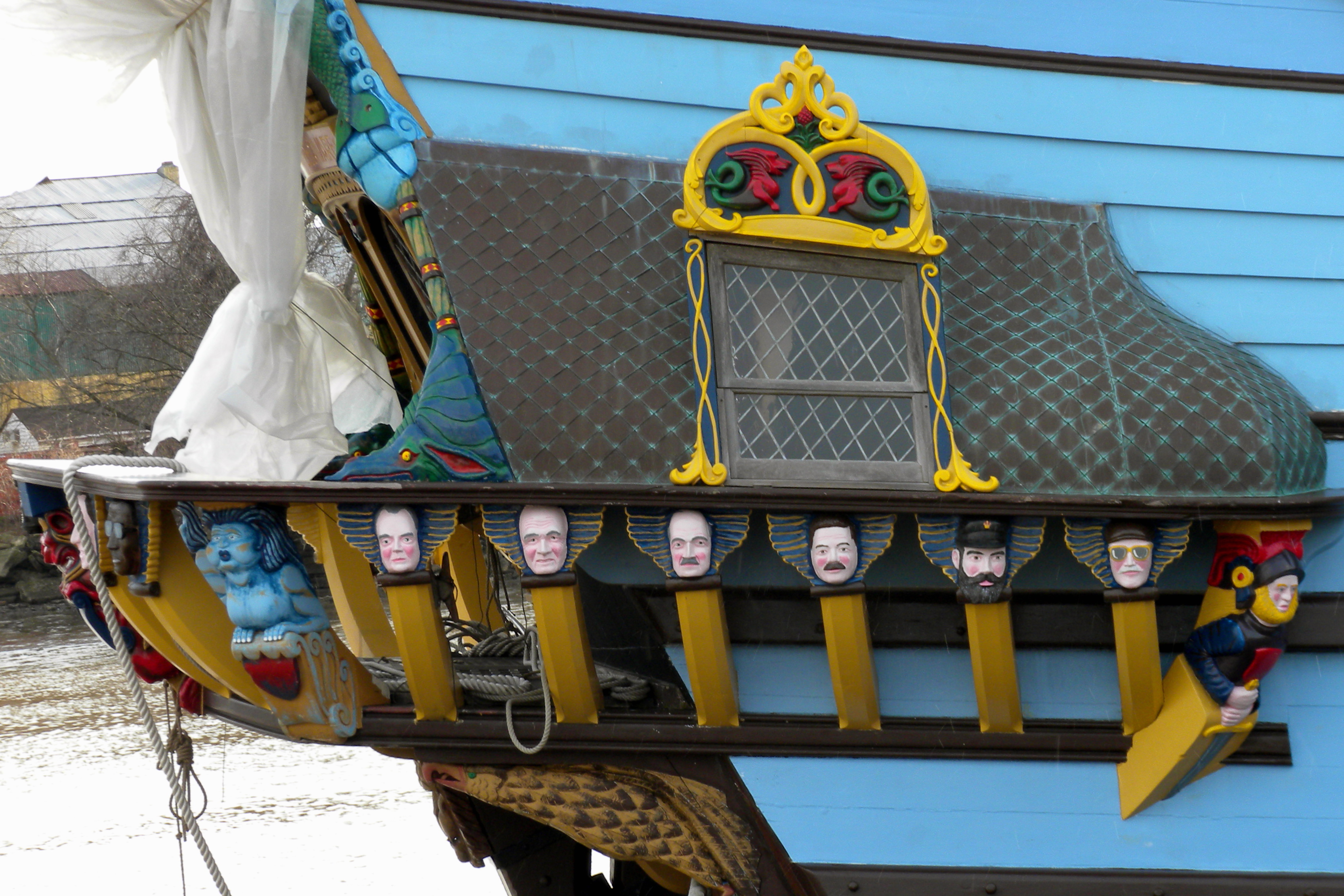
レプリカの船尾部分
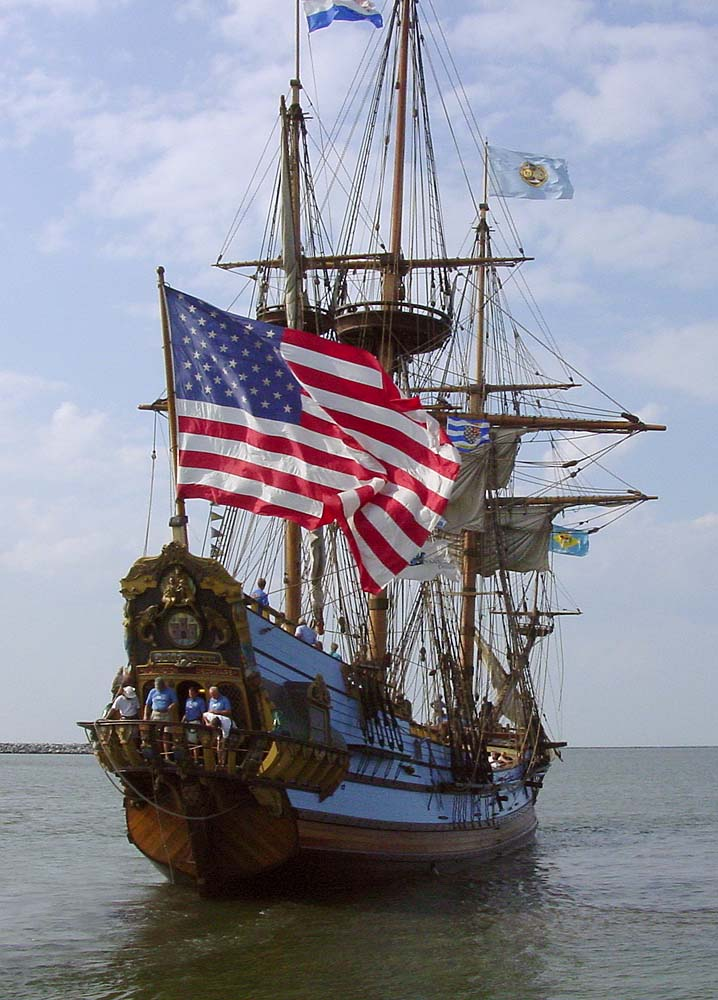
ルイスを出航し航行するレプリカ（2007年）
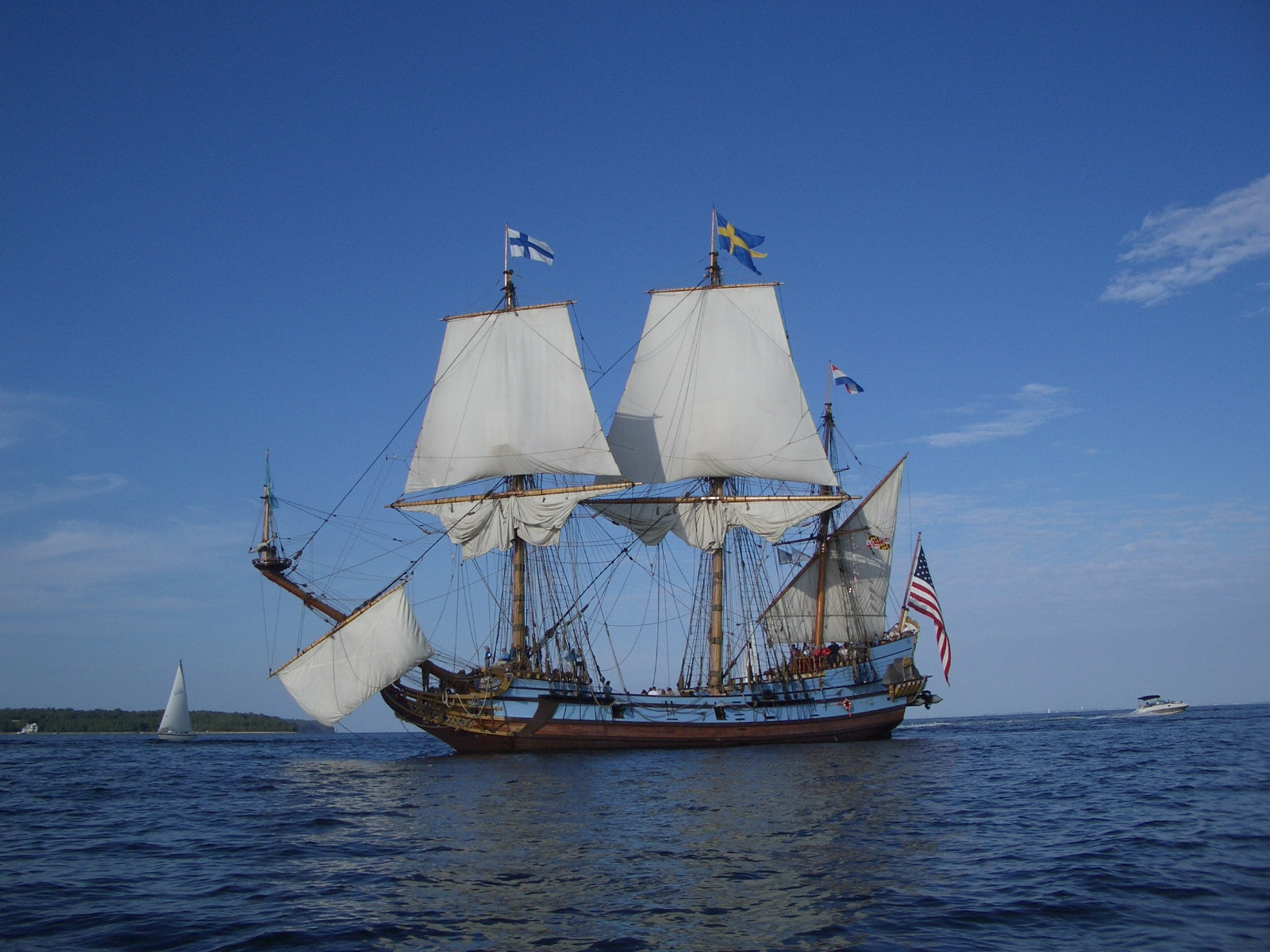
チェサピーク湾を航行するレプリカ（2008年）
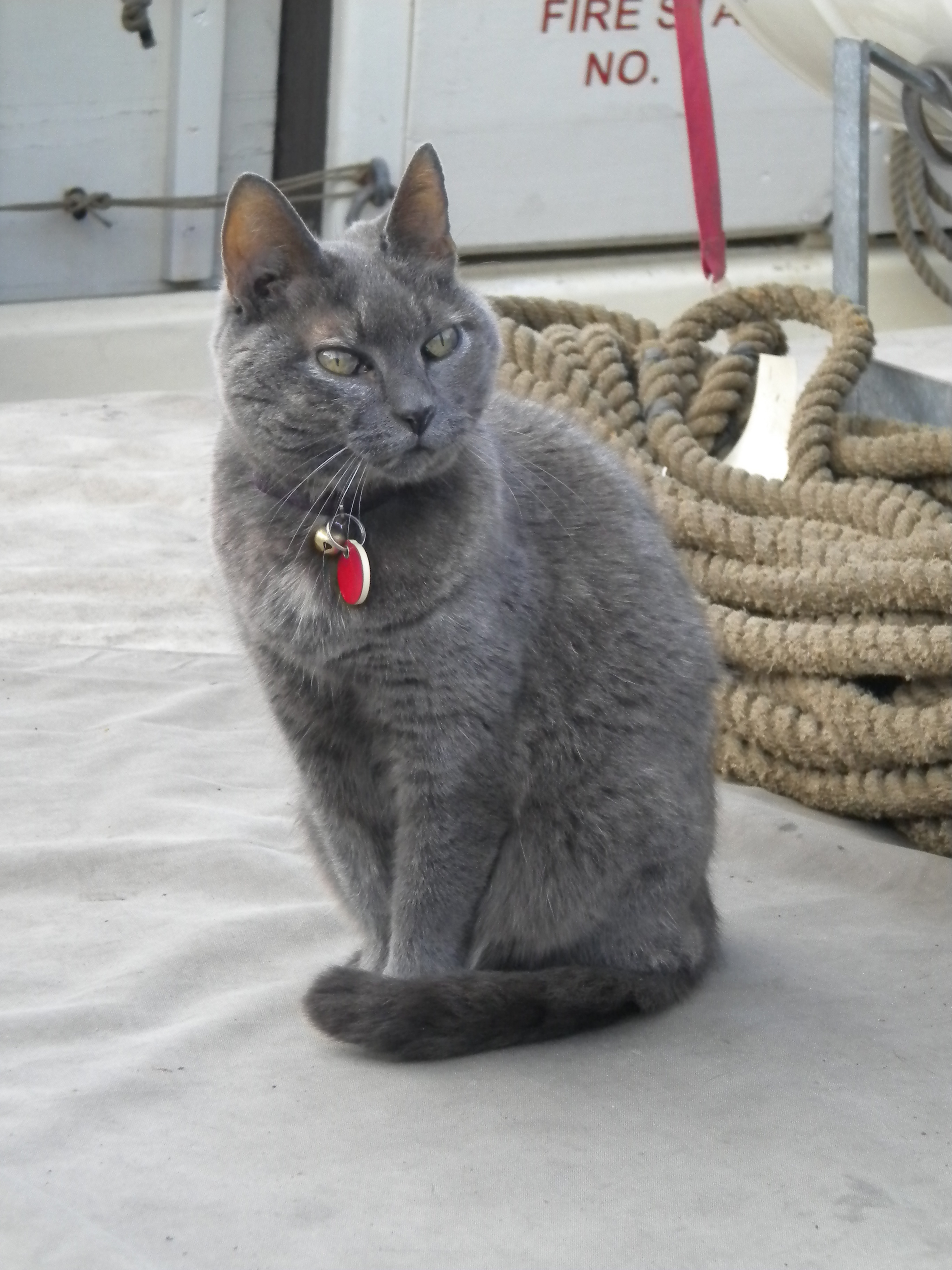
船乗り猫「ツールボックス」（2010年）